# Абил, Ильяс Жанатулы
Ильяс Жанатулы Абил (каз. Ілияс Жанатұлы Әбіл; род. 22 января 2006, Павлодар) — казахстанский футболист, полузащитник клуба «Жил Висенте».

## Клубная карьера
Футбольную карьеру начинал в 2022 году в составе клуба «Экибастуз» в первой лиге. 21 октября 2023 года в матче против клуба «Кайрат» дебютировал в казахстанской Премьер-лиге (1:4), выйдя на замену на 88-й минуте вместо Евгения Кобзаря.

## Карьера в сборной
6 сентября 2023 года дебютировал за сборную Казахстана до 19 лет в матче против сборной Португалии до 19 лет (2:3).

## Клубная статистика
| Клуб             | Сезон            | Лига | Лига | Кубки | Кубки | Еврокубки | Еврокубки | Итого | Итого |
| Клуб             | Сезон            | Игры | Голы | Игры  | Голы  | Игры      | Голы      | Игры  | Голы  |
| ---------------- | ---------------- | ---- | ---- | ----- | ----- | --------- | --------- | ----- | ----- |
| Аксу             | 2023             | 2    | 1    | 0     | 0     | —         | —         | 2     | 1     |
| Аксу             | Итого            | 2    | 1    | 0     | 0     | —         | —         | 2     | 0     |
| → Аксу М         | 2022             | 1    | 0    | —     | —     | —         | —         | 1     | 0     |
| → Аксу М         | Итого            | 1    | 0    | —     | —     | —         | —         | 1     | 0     |
| → Экибастуз      | 2022             | 7    | 1    | —     | —     | —         | —         | 7     | 1     |
| → Экибастуз      | 2023             | 15   | 0    | —     | —     | —         | —         | 15    | 0     |
| → Экибастуз      | Итого            | 22   | 1    | —     | —     | —         | —         | 22    | 1     |
| Всего за карьеру | Всего за карьеру | 25   | 2    | 0     | 0     | —         | —         | 25    | 2     |